# Алія Ізетбегович
Алія́ Ізетбе́гович (босн. Alija Izetbegović; 8 серпня 1925 — 19 жовтня 2003) — боснійський письменник, філософ, мусульманський активіст. Президент Республіки Боснії і Герцеговини у 1990—1996 роках, член Президії у 1996—2000 роках.

## Біографія
Народився в родині мусульманського торговця, був п'ятою дитиною в родині. 1928 року його рідні переїхали до Сараєва.
1940 року вступив до релігійно-політичної організації «Молоді мусульмани». 1943 року закінчив середню школу і вступив до сільськогосподарського технікуму. За часів Другої світової війни тісно співпрацював з прибічником Гітлера, великим муфтієм Єрусалима Аміном аль-Хусейні та німецькими нацистами, надаючи допомогу під час формування з боснійських мусульман 13-ї дивізії СС («Ханджар-дивізія», яка відзначилась звірствами у відношенні до сербів).
1946 року був засуджений до трьох років ув'язнення за антидержавну діяльність, в тому числі активну участь у виданні журналу «Муджахід».
1949 року після виходу на волю вступив на юридичний факультет Сараєвського університету, закінчив його 1956 року. Працював юридичним консультантом у транспортних компаніях, одночасно продовжував займатись політичною діяльністю.
На початку 1980-х років написав «Ісламську декларацію», 1983 року був засуджений до 14 років в'язниці (з них відсидів 6).
1990 року був обраний головою Президії Боснії і Герцеговини у складі колишньої Югославії.
На час його перебування на посаді припала Боснійська війна. 2 травня 1992 року був заарештований в аеропорту Сараєва, проте вже наступного дня звільнений в обмін на вільну евакуацію казарм югославської армії з Сараєва. 1994 року зустрічався в Сараєві з Усамою бін Ладеном.
1995 року в результаті проведеної спільно з хорватською армією операції «Буря» з території ліквідованої Республіки Сербська Країна втекло 230—250 тисяч сербів. Того ж року підписав Дейтонську угоду від Боснії і Герцеговини.

Могила Ізетбеговича в Сараєві

19 жовтня 2003 року помер від хвороби серця, був похований на цвинтарі «Ковачі» (Сараєво).
У серпні 2006 року було здійснено акт вандалізму й підірвано його могилу.

## Родина
Син — Бакір Ізетбегович — член Президії Боснії і Герцеговини від боснійських мусульман (з 6 листопада 2010 року).